# Lysionotus sangzhiensis
лат. Lysionotus sangzhiensis — вид цветковых растений рода Лизионотус (лат. Lysionotus) семейства Геснериевых (лат. Gesneriaceae)..

## Этимогия названия вида
Вид назван по названию местности Санжи Сян (Sangzhi Xian) в Китае в провинции Хунань, где был впервые обнаружен в 1983 году

## Ботаническое описание
Полукустарники. Стебли 12 см длиной, стебли голые, прижаты к земле, разветвлённые более тонкие ветви опушённые. Листья мелкие, черешковые, узкие обратноланцетные продолговатые 0,9—3,1 см длиной, голые, кожистые, в основании клиновидные, по краю пильчатые или мелкозубчатые, на вершине заостренные или тупые; боковые жилки малозаметны. Соцветия 1—2-цветковые, цветоносы 2—5 см, голые; прицветники округлояйцевидные или обратнояйцевидные. Чашечка от середины разрезана на 5 листочков. Венчик розовый — 3,7 см; трубка венчика голая воронковидная; отгиб двугубый, адаксиальная губа около 2 см; абаксиальная около 1,1 см. Тычинки 1,2 см, пыльники сплюснутые, сросшиеся; стаминодиев 3, средний ок. 1 мм, два крайние 7 мм длиной с маленьким пустым пыльником. Пестик ок. 12,5 мм, голый. Семенная коробочка 4—5,4 см. Семена 0,2—0,6 мм, с шиловидным выступом. Цветение происходит в августе.

## Ареал
Растёт на скалах в лесах на высоте 700—1400 м над уровнем моря на северо-западе провинции Хунань в административном районе (Sangzhi Xian); на юго-востоке провинции Сычуань (Youyang Xian).